# Dubbelstudsare

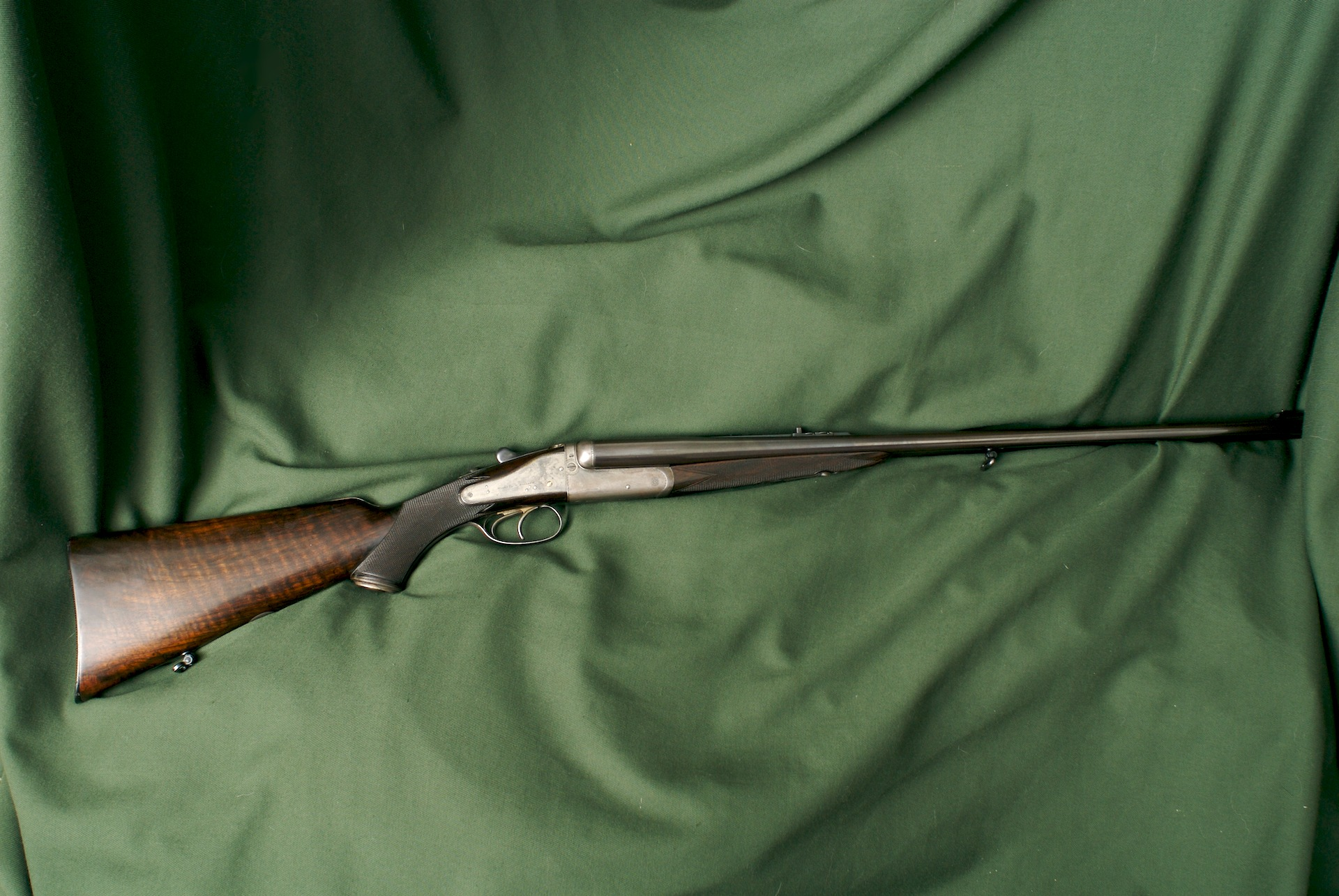
En dubbelstudsare i kaliber .375 Holland & Holland Magnum.

En dubbelstudsare är ett kulgevär utformat som ett brytvapen. Den ser alltså ut som en tvåpipig hagelbössa, men har räfflade lopp för gevärsammunition.
En dubbelstudsare har de fördelarna att den är mer funktionssäker än en repeterstudsare, och att det andra skottet kan avlossas ögonblickligen efter det första. Nackdelen är att när skytten avfyrat sina två skott måste vapnet laddas om. Priset för en dubbelstudsare är många gånger högre än för andra typer av kulgevär. Den används därför främst för jakt på särskilt farliga villebråd, som elefant, noshörning, kafferbuffel, leopard och lejon. I Sverige är den inte särskilt vanlig, men användas av en del jägare för jakt med snabba skottillfällen, främst vid jakt på vildsvin. Tillverkningen kräver stor precision eftersom piporna måste vara extremt noggrant kalibrerade så att samma sikte kan användas på dem – och det gör vapnet betydligt dyrare.[källa behövs]